# Rendalen
Rendalen é uma comuna da Noruega, com 3 178 km² de área e 2 146 habitantes (censo de 2004).         